# Schreyerite
La schreyerite est une espèce minérale du groupe des oxydes et du sous-groupe des oxydes métalliques de formule VIII2Ti3O9, et qui possède un rapport métal/oxygène de 2/3.

## Inventeur et étymologie
Décrite par les allemands Medenbach et Schmetzer (1976) qui l'ont baptisée en l'honneur de Werner Schreyer (de) (1930-2006), minéralogiste allemand.

## Topotype
- Lasamba Hill, Kwale District, Province de la Côte au Kenya
- Les échantillons de référence sont déposés à l'université de Heidelberg en Allemagne ainsi qu'au Muséum d'histoire naturelle de Washington.

## Cristallographie
- Paramètres de la maille conventionnelle : a = 7,06 Å, b = 5,01 Å, c =18,74 Å, β = 119,68 °, Z = 4, V = 577,48 Å3
- Densité calculée = 4,46

## Cristallochimie
- La schreyerite est polymorphe de la kyzylkumite.
- Elle fait partie du groupe de la schreyerite.

### Groupe de la schreyerite
- Kyzylkumite V3+2Ti3O9, Unk; Mono
- Olkhonskite (Cr3+,V3+)2Ti3O9, Unk; Mono
- Schreyerite  V3+2Ti3O9, C 2/c; 2/m

## Gîtologie
La schreyerite se trouve :
- soit dans les gneiss à quartz, biotite, sillimanite, diopside et épidote au contact de quartzite (Kenya) ;
- soit dans les schistes quartzitiques.

## Minéraux associés
- rutile, kornérupine, disthène, sillimanite, muscovite, apatite, tourmaline, graphite, pyrrhotite, chalcopyrite, pentlandite, eskolaïte, karélianite, vuorelainenite, olkhonskite.

## Habitus
La schreyerite se trouve sous forme de grains ou de cristaux lamellaires ne dépassant pas le millimètre, présents en inclusion dans le rutile.

## Gisements remarquables
FidjiTuvatu Mine, Vatukoula, Tavua Gold Field, Viti Levu
IndeRampura-Agucha Zn-(Pb) deposit, Bhilwara District, Ajmer Division, Rajasthan (Rajputana)
KenyaLasamba Hill, Kwale District, Coast Province
RussieSlyudyanka (Sludyanka, Pereval Marble Quarry, Lake Baikal area, Irkutskaya Oblast', Prebaikalia (Pribaikal'e), Eastern-Siberian Region,
Ol'khonskiye Vorota (Olkhon Gate) Strait, Lake Baikal area, Irkutskaya Oblast', Prebaikalia (Pribaikal'e), Eastern-Siberian Region
SuèdeSätra Mine, Doverstorp ore field, Finspång, Östergötland